# Chasseurs dans la neige (Courbet)
Pour les articles homonymes, voir Chasseurs dans la neige.
Chasseurs dans la neige est un tableau réalisé par le peintre français Gustave Courbet en 1867. Cette huile sur toile est une scène de genre qui représente deux chasseurs  (ou braconniers ?) et leurs chiens dans un paysage enneigé. 
En l'état des recherches actuelles, l'historique de ce tableau est incomplet entre 1933 et 1945.
Il est attribué au musée du Louvre  en 1950 et déposé au musée des Beaux-Arts de Besançon en 1953. Le tableau a été prêté, de 2012 à 2018, au musée Gustave Courbet d'Ornans en raison de travaux au musée de Besançon. 
Il existe un autre tableau de Courbet représentant les chasseurs en vue rapprochée. De plus grand dimension (102 x 122 cm), il est exposé à la Galerie nationale d'Art moderne et contemporain de Rome.

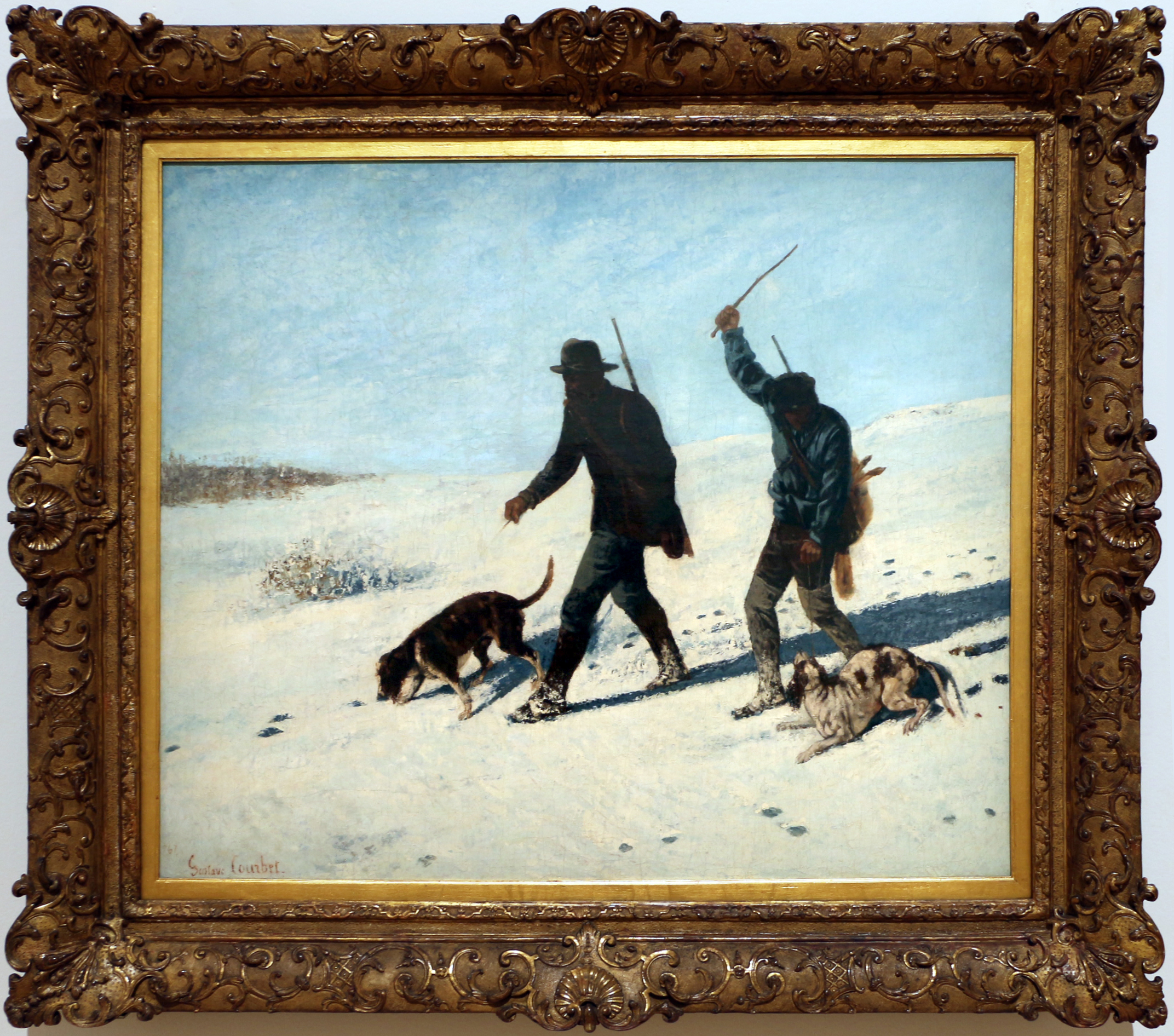
Second tableau "Les braconniers, Ornans"